# Lê Ngọc Hoàn
Lê Ngọc Hoàn (sinh 1937) là đại biểu Quốc hội Việt Nam khóa X. Ông thuộc đoàn đại biểu Thanh Hóa. Ông từng là Bộ trưởng Bộ Giao thông Vận tải Việt Nam nhiệm kỳ 1996 – 2002.

## Hoạt động trong ngành giao thông vận tải
Trong thời kỳ Chiến tranh Việt Nam, ông Lê Ngọc Hoàn giữ các nhiệm vụ về giao thông vận tải đường mòn Hồ Chí Minh, đồng thời là trưởng đội Thanh niên xung phong N39 thuộc Binh trạm 16 của Binh đoàn Trường Sơn
Năm 1964 - 1988, ông Hoàn nhận chỉ đạo làm Phó Giám đốc Ban Xây dựng 64 để sang Lào thực hiện công tác cải thiện các công trình giao thông và thủy lợi. Năm 1982, Ban Xây dựng 64 chuyển đổi cơ cấu thành Liên hiệp các Xí nghiệp giao thông 8 (nay là Tổng Công ty Xây dựng công trình giao thông 8), ông được bổ nhiệm Tổng Giám đốc.
Năm 1987, Lê Ngọc Hoàn được điều về Bộ Giao thông Vận tải Việt Nam giữ chức vụ Vụ trưởng Vụ Tổ chức cán bộ.
Đến năm 1989, ông trở thành Thứ trưởng, và sau đó là Bộ trưởng Bộ Giao thông Vận tải Việt Nam (1997 – 2002) (từ tháng 11 năm 1996 là Quyền Bộ trưởng, thay thế Bộ trưởng Bùi Danh Lưu).
Sau khi nghỉ hưu, ông làm Chủ tịch Hội Khoa học Kỹ thuật Cầu đường Việt Nam (2010 – 2015)

## Gia đình
Ông Lê Ngọc Hoàn có ba người con trai đều công tác trong ngành giao thông:
- Lê Anh Tuấn, Thứ trưởng Bộ Giao thông Vận tải Việt Nam.

- Lê Anh Sơn, Chủ tịch Tổng Công ty Hàng hải Việt Nam (VIMC).

- Lê Thắng, Giám đốc Ban Quản lý dự án 2 thuộc Bộ Giao thông Vận tải Việt Nam.